# Gemarmerde sidderrog
De gemarmerde sidderrog (Torpedo marmorata) is een soort uit het geslacht en de familie van de sidderroggen (Torpedinidae).

## Kenmerken
De gemarmerde sidderrog kan een lengte van hoogstens 1 meter bereiken, afhankelijk van het gebied zijn de mannetjes tussen de 21 en 30 cm geslachtsrijp en de vrouwtjes tussen de 30 en 40 cm (hoe zuidelijker, hoe kleiner geslachtsrijp). Het gewicht bedraagt 10 tot 13 kg. Deze sidderrog is van boven grijsrood, gemarmerd met bruine en gele vlekken. De buik is wit. Net als andere haaien en roggen heeft deze rog een elektrisch orgaan (Ampullen van Lorenzini) waarmee prooien kunnen worden opgespoord.

## Leefwijze
De gemarmerde sidderrog is een nachtdier. Net als bij andere soorten sidderroggen heeft de gemarmerde sidderrog naast de Ampullen van Lorenzini ook een elektrisch orgaan waarmee hij stroomstoten met een hoge spanning kan afgeven tot wel 200 volt, om prooien mee te verlammen of ter verdediging. Het voedsel van de gemarmerde sidderrog bestaat uit kleine bodembewonende vissen en macrofauna.

## Voortplanting
Een worp bestaat meestal uit 5 tot 35 jongen.

## Verspreiding en leefgebied
Deze soort komt wijd verspreid voor in het oostelijk deel van de Atlantische Oceaan van Kaap de Goede Hoop tot het noorden van de Britse Eilanden en in de Middellandse Zee. Het dier leeft op de zeebodem op diepten tussen de 10 en 100 m, meestal verborgen onder een laagje zand of modder waaruit alleen de ogen steken.
Langs de Nederlandse kust is de gemarmerde sidderrog een zeldzame verschijning. Er zijn drie gedocumenteerde vangsten tussen 1949 en 1968. En een vangst op 18 september 2013 op de Maasvlakte.

## Status als beschermd dier
Net als alle andere bodembewonende soorten haaien en roggen vormt de visserij met bodemsleepnetten en de langelijnvisserij (met lijnen op de zeebodem) een bedreiging. Voor de beroepsvisserij is de gemarmerde sidderrog van geen enkel belang, hij wordt als bijvangst meestal over boord gegooid. Vooral op het continentaal plat ten westen van Afrika is de visserijdruk hoog. Er is geen hard bewijs dat de soort achteruit gaat. Eerder het tegendeel, in het noordelijk deel van de Middellandse Zee zijn aanwijzingen dat deze sidderrog iets toeneemt. De gemarmerde sidderrog staat daarom als onzeker (data deficient)op de internationale Rode Lijst van de IUCN.